# Municipio de Lone Pine (Arkansas)
El municipio de Lone Pine (en inglés: Lone Pine Township) es un municipio ubicado en el condado de Lincoln en el estado estadounidense de Arkansas. En el año 2010 tenía una población de 755 habitantes y una densidad poblacional de 8,04 personas por km².

## Geografía
El municipio de Lone Pine se encuentra ubicado en las coordenadas 33°50′8″N 91°49′17″O / 33.83556, -91.82139. Según la Oficina del Censo de los Estados Unidos, el municipio tiene una superficie total de 93.95 km², de la cual 93,95 km² corresponden a tierra firme y (0 %) 0 km² es agua.

## Demografía
Según el censo de 2010, había 755 personas residiendo en el municipio de Lone Pine. La densidad de población era de 8,04 hab./km². De los 755 habitantes, el municipio de Lone Pine estaba compuesto por el 88,74 % blancos, el 1,06 % eran afroamericanos, el 0,66 % eran amerindios, el 8,48 % eran de otras razas y el 1,06 % eran de una mezcla de razas. Del total de la población el 10,07 % eran hispanos o latinos de cualquier raza.